# Hormèse
 (mars 2024).
Si vous disposez d'ouvrages ou d'articles de référence ou si vous connaissez des sites web de qualité traitant du thème abordé ici, merci de compléter l'article en donnant les références utiles à sa vérifiabilité et en les liant à la section « Notes et références ».

Un organisme soumis à une dose très faible d'un agent chimique peut manifester une réponse opposée à celle observée pour une forte dose.

L’hormèse (du grec ancien : ὁρμή / hormḗ, « mouvement rapide d'impatience », de ὁρμαίνω / hormaínō, « mettre en mouvement ») est une réponse de stimulation des défenses biologiques, généralement favorable, à des expositions de faibles doses de toxines ou d'autres agents ou phénomènes générateurs de stress (pic de température par exemple). À cause de ce mécanisme, certains toxiques naturels ou agents polluants peuvent avoir un effet opposé suivant que la dose reçue est faible ou forte. Ces agents sont dits hormétiques.
Par exemple, des souris irradiées par des fortes doses de rayonnement gamma ont un moindre risque de contracter un cancer lorsqu'elles ont été précédemment soumises à de faibles doses de rayonnement gamma,.
Des facteurs de stress environnementaux susceptibles de produire des effets positifs de stimulation ont été parfois qualifiés de « eustress ».
Cet effet, quand il existe, ne doit pas faire oublier qu'il existe également des polluants comme les perturbateurs endocriniens, qui ont des effets toxiques pour de très faibles quantités, et d'autres comme les métaux lourds dont les effets sont synergiques ou cumulatifs dans le temps.
Le concept d’hormèse est utilisé en médecine, mais aussi dans le domaine de la cosmétique dermatologique, ou encore pour le mûrissement artificiel de fruits ou la conservation de certains composés de légumes tels que le brocoli.

## Histoire

### Antiquité
Selon la légende, le roi Mithridate VI s’est rendu insensible à de nombreux poisons, après en avoir ingéré des quantités d’abord faibles et croissantes.

### Renaissance
Le principe « Rien n'est poison, tout est poison ; c'est la dose qui fait le poison » avait été formulé par Paracelse, à la Renaissance [ « Qu’est-ce qui n’est pas poison ? Tout est poison et rien (n’est) sans poison. Uniquement la dose détermine qu’une chose n’est pas un poison »].

### Époque moderne
La première description de l'hormèse en 1888 est due à Hugo Schulz (en), un pharmacien allemand, qui rapporta ses observations sur le fait que la croissance de la levure pouvait être stimulée par de petites doses de certains poisons. Cette observation fut rapprochée de celle du médecin Rudolf Arndt, qui travaillait sur l'effet sur les animaux de faibles doses de médicaments. Ces travaux conduisirent à la loi dite de Arndt-Schulz : « pour toute substance, de faibles doses stimulent, des doses modérées inhibent, des doses trop fortes tuent. » Le soutien de Arndt en faveur de l'homéopathie contribua à discréditer cette loi dans les années 1920 - 30, et elle n'est plus reconnue comme valide pour toutes substances.
En 1943, Southam et Ehrlich utilisent pour la première fois le mot "hormèse" dans leur travail de recherche d'une molécule antibiotique extraite du duramen du Thuya. Dans ce cas, l'antibiotique, actif à faible dose, et, au contraire de l'effet antibiotique attendu, favorisait  le développement microbien à très faible dose. 
En 2004, Edward Calabrese a restauré l'idée d'hormèse par ses travaux sur la menthe poivrée, (croissance plus rapide de la plante en présence de faibles doses d’herbicide, alors même que celui-ci était censé inhiber la croissance).
Les mitochondries pourraient dans les cellules musculaires du cœur répondre au stress oxydatif via un phénomène d'hormèse dit « mitohormesis »
Dans un cas (insecte suceur) des effets épigénétiques ont été observés à la génération suivante et chez les femelles (génération F1) ; ainsi la fécondité de femelles de pucerons de génération F1 est augmentée si leur mère a été soumise à un stress thermique de 25 °C. Cette augmentation de la fécondité à la génération n+1 a été interprétée comme pouvant être l'expression d'un phénomène d'hormèse.

## Mécanisme biologique
En toxicologie, le phénomène d'hormèse se caractérise par une forme caractéristique de la courbe de relation dose / effet, qui change de signe pour les faibles doses, ce qui lui donne une forme en « U » ou en « J » (quand l'effet des fortes doses est compté positivement).
Les mécanismes biomédicaux par lesquels l'hormèse se manifeste ne sont pas encore bien compris (ni étudiés). On pense globalement que la présence d'une faible dose de toxique déclenche certains mécanismes d'autodéfense ou d'auto-réparation dans la cellule ou l'organisme, et que ces mécanismes, une fois activés, sont suffisants pour non seulement neutraliser l'effet initial du toxique, mais également réparer d'autres défauts que le toxique n'avait pas provoqués.

## Impact sur les politiques de santé publique
L'hormèse est un phénomène encore mal connu, qui semble plus commun qu'on ne le pensait au XXe siècle et en tous cas qui « semble être plus fréquent que les courbes de réponse de dose qui sont actuellement utilisées dans le processus d'évaluation des risques » selon Ralph Cook et Edward J. Calabrese en 2007.
L'idée générale que de faibles doses puissent avoir des effets différents des doses fortes (et parfois radicalement différent) est connue et acceptée, mais cela ne signifie pas nécessairement que l'effet de la faible dose soit à proprement parler bénéfique.
Si l'hormèse est vraiment relativement courante, un enjeu de santé publique et de santé environnementale est de l'intégrer aux pratiques d'évaluation toxicologiques, puis à la réglementation des toxiques et aux pratiques d'évaluation et de gestion des risques.  
Mieux comprendre ce phénomène et identifier les seuils d'hormèse pourrait aussi améliorer la prévention et le traitement de nombreuses maladies, mais aussi pourrait aussi permettre de promouvoir une meilleure santé publique en ce qui concerne les résultats de santé à la fois spécifiques et plus holistiques (par exemple, la croissance, la longévité, la mortalité).  
Dans le domaine - encore très polémique - de l'effet des faibles doses de radiations le débat est actif. 
C'est l'un des domaines où l'hormèse est très étudiée, sans qu'il y est de consensus sur l'effet (bénéfique) des (très) faibles doses de radiations, ni même sur l'existence d'un phénomène d'hormèse en matière de radiation.
Depuis des années, les organismes de santé publique ont suivi en matière de radiation un modèle dit « linéaire sans seuil » qui postule que les effets sont directement proportionnels à la dose, y compris aux faibles doses (pour lesquelles il n'y a généralement pas d'effets statistiquement observables - à court terme).
L'approche « linéaire sans seuil » est une approche majorante, dictée par le principe de précaution faute d'une meilleure information : même si l'on a des raisons de penser que d'autres phénomènes peuvent apparaître aux faibles doses, il n'y a pas lieu de retenir un autre modèle tant que l'existence d'un seuil n'est pas clairement établie. Cependant, lorsque les études montrent une relation dose / effet non linéaire, des modèles à seuil (impliquant par exemple une absence de risque de cancer à des doses inférieures à un seuil) sont couramment acceptés.
Cependant, la non-linéarité peut parfois inversement conduire à durcir certaines limites d'exposition en matière de santé publique : de faibles doses peuvent avoir des effets négatifs que n'ont pas des doses plus fortes.
Dans le cadre de travaux financés par des acteurs majeurs de l'industrie nucléaire,, « la méta-analyse qui a été faite des résultats de l’expérimentation animale montre dans 40 % de ces études une diminution de la fréquence spontanée des cancers chez les animaux après de faibles doses, observation qui avait été négligée car on ne savait pas l’expliquer. »
Le phénomène d'hormèse est peu connu du public et des legislateurs. Tout changement de réglementation s'appliquant aux faibles doses devrait d'abord considérer les enjeux de santé publique (versus les enjeux industriels) et s'accompagner d'une évaluation des préoccupations du public concernant l'exposition aux faibles doses de substances toxiques. De plus, l'impact d'un changement éventuel de réglementation sur la gestion des risques industriels devrait être étudié.

## Enjeux agricoles
Un insecticide comme la perméthrine peut induire par effet d'hormèse une amélioration de la multiplication d'insectes-cibles quand ils ne sont exposés qu'à de faibles doses (doses sublétales), ce qui pose la question de l'efficacité globale du produit.
Chez les végétaux cultivés un phénomène semblable a été identifié pour le glyphosate chez le haricot.